# Huset Crnojević
Huset Crnojević var en serbisk  ätt från dagens Montenegro, som spelade en betydelsefull roll i Montenegros historia.
Då ätten Balšić dog ut 1421, blev Crnojević en av Montenegros viktigaste ätter, och 1435 blev Stefan I Crnojević vojvod över furstendömet Zeta och bekämpade tillsammans med Venedig turkarna. Efter hans död omkring 1466 blev sonen Ivan I Crnojević vojvod, och blev en av de mera framträdande personerna i Montenegros historia.
Ivan efterträddes 1490 av sonen Đurađ Crnojević, som fördrevs av sina bröder Stefan II Crnojević och Staniša Crnojević. Under 1500-talet är släktens historia höljd i dunkel, men den verkar ha dött ut.
En sidogren tillhörde patriarken av Ipek Arsenije Crnojević (död 1706), som 1690 av Leopold I tilläts bosätta sig med 40 000 serber mellan Donau och Theiss och därigenom gav upphov till en serbisk minoritet i södra Ungern.